# Ерік Донован
Ерік Донован (англ. Eric Donovan, 26 липня 1985, Атай, Кілдер) — ірландський професійний боксер, призер чемпіонату Європи серед аматорів.

## Аматорська кар'єра
На чемпіонаті Європи 2004 в категорії до 54 кг програв у першому бою Максиму Третяку (Україна).
На чемпіонаті світу 2005 в категорії до 57 кг програв у другому бою Віорелу Сіміону (Румунія).
На чемпіонаті Європи 2006 програв у другому бою Олексію Шайдуліну (Болгарія).
На чемпіонаті світу 2007 в категорії до 60 кг здобув дві перемоги, а у 1/8 фіналу програв Доменіко Валентіно (Італія).
На чемпіонаті світу 2009 програв у другому бою.
На чемпіонаті Європи 2010 завоював бронзову медаль.
- В 1/16 фіналу переміг Рашида Кассем (Данія) — 10-2
- В 1/8 фіналу переміг Дмитра Буленкова (Україна) — 10-2
- У чвертьфіналі переміг Міклоша Варга (Угорщина) — 10-4
- У півфіналі програв Альберту Селімову (Росія) — 2-8

## Професіональна кар'єра
2016 року дебютував на професійному рингу. Впродовж 2016—2022 років провів вісімнадцять боїв, з яких у шістнадцяти переміг і у двох зазнав поразок. 24 вересня 2022 року завоював титул чемпіона Європейського Союзу за версією EBU у другій напівлегкій вазі.